# TVM Comics
Công ty Trách nhiệm Hữu hạn Truyện Trí Việt (tên tiếng Anh là TVM Comics Co., LTD) hay còn được biết với tên TVM Comics là một công ty xuất bản ở Việt Nam, trụ sở chính tại Phường Phú Mỹ, Thủ Dầu Một, tỉnh Bình Dương và có chi nhánh tại Thành phố Hồ Chí Minh. Công ty được thành lập vào năm 2007 dưới hình thức là thương hiệu của tập đoàn truyền thông giải trí TVM Corp.. TVM Comics cũng là công ty tư nhân đầu tiên ở Việt Nam phát hành những bộ manga mua bản quyền từ các nhà xuất bản lớn ở Nhật Bản như Shogakukan, Shueisha, Akita Shoten, Media Works và Hakusensha. Truyện tranh do TVM Comics mua bản quyền được Nhà xuất bản Thông Tấn, Nhà xuất bản Hải Phòng và Nhà xuất bản Đồng Nai xuất bản, phát hành. TVM còn là nhà tài trợ cho HTV3. Công ty đã chính thức ngừng hoạt động từ ngày 30 tháng 1 năm 2019.

## Các tựa manga xuất bản bởi TVM Comics

### Shounen
- Bleach - Sứ mạng thần chết
- D-Live!!
- Dragon Voice
- Fairy Tail
- Giả Kim Thuật Sư
- Hoàng Tử Tennis (The Prince of Tennis - Tenisu no Ojisama)
- Khỉ Biển (Umizaru)
- Hắc Quản Gia
- Lãng Khách Kenshin (Rurouni Kenshin)
- Luật của Ueki (Ueki no Housoku)
- Resident Evil: Thảm hoạ Marhawa
- Saint Seiya: The Lost Canvas - Thần thoại Minh Vương
- Slam Dunk
- Tsubasa - Giấc mơ sân cỏ
- Naruto
- Naruto Shippuuden'
- Đại Chiến Titan
- Rabbit Doubt

### Shoujo
- Anh Chàng Hàng Xóm (Gokinjo Monogatari)
- Cánh Cụt Ginji (Tuxedo Ginji)
- Cardcaptor Sakura
- Chàng Trai Hoàn Hảo (Otomen)
- Chuyện cấp 3 (Koukou Debut)
- Con nhà giàu
- Cô nàng quản gia (Milk Crown)
- Công Chúa Ma cà rồng Miyu (Vampire Princess Miyu)
- Công Chúa song sinh của Hành Tinh Diệu Kì (Twin Princesses of the Wonder Planet)
- Đồng Hồ Cát (Sand Chronicles - Sunadokei)
- Đôi Đũa Lệch (Lovely Complex - Rabu Kon)
- UFO Baby (Daa!Daa!Daa)
- Dự Án Kéo Vàng (Beauty Pop)
- Sau Bức Màn Nhung (Backstage Prince)
- Swan (Hồ Thiên Nga)
- Thư viện đại chiến (Toshokan Sensou: Love & War)
- Tìm Ánh Trăng Tròn (Full Moon wo Sagashite)
- Tôi là Idol (Kirarin Revolution)
- Vườn Địa Đàng (Platinum Garden)
- Zig Zag

### Mọi lứa tuổi
- +Anima
- Yotsuba&! - Cỏ 4 lá
- Nữ Sinh Trung học - Azumanga Daioh
- Xì Trum